# Karol Styryjski
Karol II Styryjski (ur. 3 czerwca 1540 w Wiedniu, zm. 10 lipca 1590 w Grazu) – arcyksiążę austriacki z dynastii Habsburgów. Czwarty syn cesarza Świętego Cesarstwa Rzymskiego Narodu Niemieckiego, króla Czech i Węgier Ferdynanda I Habsburga i Anny Jagiellonki, córki króla Czech i Węgier Władysława II Jagiellończyka.
W wyniku dokonanego w 1564 podziału ziem rodowych między synów Ferdynanda I, Karol II otrzymał Styrię, Karyntię i Krainę w których panował w latach 1564–1590. W odróżnieniu od swojego starszego brata, cesarza Świętego Cesarstwa Rzymskiego Narodu Niemieckiego Maksymiliana II Habsburga był zwolennikiem kontrreformacji.
Zawarł związek małżeński z Marią Anną, córką Albrechta V, księcia Bawarii i Anny, arcyksiężniczki austriackiej, córki cesarza Ferdynanda I Habsburga. Tak więc Maria Anna była dla Karola jednocześnie jego małżonką jak i siostrzenicą. Został ojcem cesarza Świętego Cesarstwa Rzymskiego Narodu Niemieckiego Ferdynanda II Habsburga i królowych polskich, żon króla Polski Zygmunta III Wazy: Anny Habsburżanki i Konstancji Habsburżanki.

## Genealogia
| Filip I Piękny ur. 22 VI 1478 zm. 25 IX 1506 | Filip I Piękny ur. 22 VI 1478 zm. 25 IX 1506 |                                                      |                                                      | Joanna Szalona ur. 6 XI 1479 zm. 12 IV 1555 | Joanna Szalona ur. 6 XI 1479 zm. 12 IV 1555 |  |  | Władysław II Jagiellończyk ur. 1 III 1456 zm. 13 III 1516 | Władysław II Jagiellończyk ur. 1 III 1456 zm. 13 III 1516 |                                                |                                                | Anna de Foix ur. po 1469 zm. 26 VII 1506 | Anna de Foix ur. po 1469 zm. 26 VII 1506 |
|                                              |                                              |                                                      |                                                      |                                             |                                             |  |  |                                                           |                                                           |                                                |                                                |                                          |                                          |
|                                              |                                              |                                                      |                                                      |                                             |                                             |  |  |                                                           |                                                           |                                                |                                                |                                          |                                          |
|                                              |                                              | Ferdynand I Habsburg ur. 10 III 1503 zm. 25 VII 1564 | Ferdynand I Habsburg ur. 10 III 1503 zm. 25 VII 1564 |                                             |                                             |  |  |                                                           |                                                           | Anna Jagiellonka ur. 23 VII 1503 zm. 27 I 1547 | Anna Jagiellonka ur. 23 VII 1503 zm. 27 I 1547 |                                          |                                          |
|                                              |                                              |                                                      |                                                      |                                             |                                             |  |  |                                                           |                                                           |                                                |                                                |                                          |                                          |
|                                              |                                              |                                                      |                                                      |                                             |                                             |  |  |                                                           |                                                           |                                                |                                                |                                          |                                          |
|                                              |                                              |                                                      |                                                      |                                             |                                             |  |  |                                                           |                                                           |                                                |                                                |                                          |                                          |

|                                            |                                            | Maria Anna Bawarska ur. 21 III 1551 zm. 29 IV 1608 OO 26 VIII 1571 | Maria Anna Bawarska ur. 21 III 1551 zm. 29 IV 1608 OO 26 VIII 1571 | Karol Styryjski ur. 3 VI 1540 zm. 10 VII 1590       | Karol Styryjski ur. 3 VI 1540 zm. 10 VII 1590       |                                              |                                              |                                                  |                                                  |
|                                            |                                            |                                                                    |                                                                    |                                                     |                                                     |                                              |                                              |                                                  |                                                  |
|                                            |                                            |                                                                    |                                                                    |                                                     |                                                     |                                              |                                              |                                                  |                                                  |
|                                            |                                            |                                                                    |                                                                    |                                                     |                                                     |                                              |                                              |                                                  |                                                  |
| Ferdynand ur. 15 VII 1572 zm. 3 VIII 1572  | Ferdynand ur. 15 VII 1572 zm. 3 VIII 1572  | Anna 2) ur. 16 VIII 1573 zm. 10 II 1598                            | Anna 2) ur. 16 VIII 1573 zm. 10 II 1598                            | Maria Krystyna ur. 10 XI 1574 zm. 6 IV 1621         | Maria Krystyna ur. 10 XI 1574 zm. 6 IV 1621         | Katarzyna Renata ur. 4 I 1576 zm. 29 VI 1595 | Katarzyna Renata ur. 4 I 1576 zm. 29 VI 1595 | Elżbieta ur. 13 III 1577 zm. 29 I 1586           | Elżbieta ur. 13 III 1577 zm. 29 I 1586           |
|                                            |                                            |                                                                    |                                                                    |                                                     |                                                     |                                              |                                              |                                                  |                                                  |
| Ferdynand II ur. 9 VII 1578 zm. 15 II 1637 | Ferdynand II ur. 9 VII 1578 zm. 15 II 1637 | Karol ur. 17 VII 1579 zm. 17 V 1580                                | Karol ur. 17 VII 1579 zm. 17 V 1580                                | Georgia Maksymiliana ur. 22 III 1581 zm. 20 IX 1597 | Georgia Maksymiliana ur. 22 III 1581 zm. 20 IX 1597 | Eleonora ur. 25 IX 1582 zm. 28 I 1620        | Eleonora ur. 25 IX 1582 zm. 28 I 1620        | Maksymilian Ernest ur. 17 XI 1583 zm. 18 II 1616 | Maksymilian Ernest ur. 17 XI 1583 zm. 18 II 1616 |
|                                            |                                            |                                                                    |                                                                    |                                                     |                                                     |                                              |                                              |                                                  |                                                  |
| Małgorzata 1) ur. 25 XII 1584 zm. 3 X 1611 | Małgorzata 1) ur. 25 XII 1584 zm. 3 X 1611 | Leopold V ur. 9 X 1586 zm. 13 IX 1632                              | Leopold V ur. 9 X 1586 zm. 13 IX 1632                              | Konstancja 2) ur. 25 XII 1588 zm. 10 VII 1631       | Konstancja 2) ur. 25 XII 1588 zm. 10 VII 1631       | Maria Magdalena ur. 7 X 1589 zm. 1 XI 1631   | Maria Magdalena ur. 7 X 1589 zm. 1 XI 1631   | Karol ur. 7 VIII 1590 zm. 28 XII 1624            | Karol ur. 7 VIII 1590 zm. 28 XII 1624            |

1. żona Filipa III Habsburga
2. żona Zygmunta III Wazy